# 和田琢磨 (俳優)
和田 琢磨（わだ たくま、1986年1月4日 - ）は、日本の俳優である。

## 人物・エピソード
- 山形県出身。血液型AB型。身長178cm。
- 趣味は読書、映画鑑賞、家の間取りを書くこと。トニー・ベネットのファンである[1]。
- 好きな四字熟語は『切磋琢磨』
- 好きな食べ物はうどん、生肉、タコ、好きなおにぎりの具は辛子明太子。
- 18歳で上京し、カットモデルを始める。
- カットサロンにてお芝居のレッスン所を紹介され興味を持ちプロダクションに履歴書を送るようになった頃、アルバイト先にて現在のマネージャーにスカウトされる[2]。

## 出演

### 舞台
2009年
- 流れる雲よ ～DJから特攻隊へ愛を込めて～（2009年9月5日 - 10日、全労済ホール スペース・ゼロ）- 主演・坂本光太郎 役

2011年
- ミュージカル・テニスの王子様2ndシーズン - 手塚国光 役
  - 青学vs不動峰（1月5日 - 2月11日、TOKYO DOME CITY HALL 他）
  - 青学vs聖ルドルフ・山吹（4月8日 - 5月15日、TOKYO DOME CITY HALL 他）
  - 青学vs氷帝（7月15日 - 9月24日、TOKYO DOME CITY HALL 他）
  - DREAM LIVE 2011（11月5日 - 6日、神戸ワールド記念ホール、11月12日 - 13日、横浜アリーナ）
  - 青学vs六角（12月17日 - 2012年2月12日、日本青年館 他）

2012年
- ミュージカル・テニスの王子様2ndシーズン - 手塚国光 役
  - 春の大運動会2012（5月13日、有明コロシアム）
  - 青学vs立海（7月13日 - 9月23日、TOKYO DOME CITY HALL 他）
  - SEIGAKU Farewell Party（10月11日 - 14日、TOKYO DOME CITY HALL）

- スペーストラベラーズ side;Winter （12月19日 - 30日、本多劇場）- 主演
- 朗読劇 しっぽのなかまたち『我が輩は犬である。』（12月24日、全労済ホール スペース・ゼロ）- 光太郎 役

2013年
- 遠い夏のゴッホ（2月3日 - 24日、赤坂ACTシアター 他）- スチュワート 役
- SOUL BLANKER ～君の隣にいるから～（5月11日 - 12日、中目黒キンケロ・シアター） - 高原鳴海 役
- ミュージカル 『冒険者たち』～The Gamba 9～（6月6日 - 16日、サンシャイン劇場 / 6月22日、名鉄ホール）-  一郎 役
- 逆転裁判 ～逆転のスポットライト～（7月31日 - 8月4日、六行会ホール） - 御剣怜侍 役
- SEMPO -日本のシンドラー 杉原千畝物語-（9月10日 - 29日、新国立劇場 中劇場）- ニシュリ 役
- アルプス一万尺vol.1（11月7日 - 12日、中目黒キンケロ・シアター）

2014年
-  空想組曲 番外公演 Vol.1『女王の盲景』（1月8日 - 19日、シアター風姿花伝）- 主演・神谷ハイジ 役 
- 逆転裁判 ～逆転のスポットライト～（再演）（4月9日 - 13日、草月ホール） - 御剣怜侍 役
- 空想組曲 眠れない羊（12月10日 - 14日、CBGKシブゲキ!!）- 丸若薫 役

2015年
- 逆転裁判2 ～さらば、逆転～（4月29日 - 5月10日、俳優座劇場） - 御剣怜侍 役
- 探偵シリーズ 『元カレ 』（6月4日 - 12日、六行会ホール）- 主演・一ノ瀬或（） 役
- ダイヤのA The LIVE - 御幸一也 役
  - ダイヤのA The LIVE（8月1日 - 9日、Zeppブルーシアター六本木）

- もののふ白き虎 -幕末、「誠」に憧れ、白虎と呼ばれた若者達-（9月17日 - 27日、天王洲 銀河劇場 / 10月1日、アートピアホール / 10月3日 - 4日、梅田芸術劇場 シアター・ドラマシティ）- 篠田儀三郎 役
- 逆転裁判2 ～さらば、逆転～（再演）（10月31日 - 11月8日、俳優座劇場、11月21日 - 23日、ABCホール）

2016年
- ノラガミ-神と願い-（1月28日 - 31日、AiiA 2.5 Theater Tokyo） - 兆麻（） 役
- ジーザス・クライスト・サムライスター ～殿中でござる～（2月24日 - 28日、全労済ホール スペース・ゼロ）- 主演・清水一学 役
- ダイヤのA The LIVE II（3月17日 - 21日、天王洲 銀河劇場 / 3月24日、名古屋文理大学文化フォーラム 大ホール / 4月1日 - 3日、森ノ宮ピロティホール） - 御幸一也 役
- インナーワールドエボリューション（4月30日 - 5月7日、銀座博品館劇場 / 6月3日 - 5日、東文化小劇場）
- 本格朗読劇シリーズ『極上文學』「春琴抄」（6月16日 - 19日、全労済ホール スペース・ゼロ）- 主演・春琴 役、佐助 役
- 逆転検事 ～逆転のテレポーテーション～（7月15日 - 24日、六行会ホール） - 主演・御剣怜侍 役
- ダイヤのA The LIVE III（8月19日 - 9月4日、Zeppブルーシアター六本木） - 御幸一也 役
- 瀧廉太郎の友人、と知人とその他の諸々（10月5日 - 10日、草月ホール）- 瀧廉太郎 役

- バック・トゥ・ザ・ホーム（11月18日 - 27日、赤坂レッドシアター） - 和田琢磨 役
-  空想組曲 vol.13 変則短篇集「組曲『遭遇』」（12月12日、サンモールスタジオ）- 「ずっと欲しかった妹」ゲスト出演

2017年
- ノラガミ-神と絆-（2月16日 - 26日、AiiA 2.5 Theater Tokyo） - 兆麻 役
- ダイヤのA The LIVE IV（4月6日 - 13日、シアター1010 / 4月20日 - 23日、梅田芸術劇場 シアター・ドラマシティ） - 御幸一也 役
- 舞台『刀剣乱舞』 義伝 暁の独眼竜（6月1日 - 25日、天王洲 銀河劇場 / 6月29日 - 7月2日、京都劇場 / 7月13日 - 14日、福岡サンパレス ホテル&ホール） - 歌仙兼定 役
- 朗読舞台『逢いたくて』（8月11日、三越劇場）
- ダイヤのA The LIVE V（9月7日 - 10日、新神戸オリエンタル劇場 / 9月12日 - 14日、JMSアステールプラザ 中ホール / 9月17日 - 18日、北九州芸術劇場 大ホール / 9月20日 - 24日、シアター1010） - 御幸一也 役
- 逆転検事 ～逆転のテレポーテーション～再演（11月2日 - 7日、全労済ホール スペース・ゼロ） - 主演・御剣怜侍 役

2018年
- アンフェアな月（2月22日 - 3月4日、天王洲 銀河劇場）- 日野雅紀 役
- リーディングドラマ『シスター』（3月22日、銀座博品館劇場）
- 真・三國無双 官渡の戦い（4月26日 - 5月1日、全労済ホール スペース・ゼロ / 5月5日 - 6日、サンケイホールブリーゼ）- 主演・郭嘉 役
- 舞台『刀剣乱舞』悲伝 結いの目の不如帰（）（6月2日 - 6日、明治座 / 6月14日 - 7月1日、京都劇場 / 7月4日 - 6日、アルモニーサンク 北九州ソレイユホール / 7月19日 - 22日、日本青年館ホール / 7月25日 - 29日、天王洲 銀河劇場） - 歌仙兼定 役
- バック・トゥ・ザ・ホーム 2018、バック・トゥ・ザ・ホーム 2（11月7日 - 25日、赤坂レッドシアター）

2019年
- PSYCHO-PASS サイコパスVirtue and Vice（4月18日 - 30日、日本青年館ホール / 5月4日 - 6日、森ノ宮ピロティホール） - 嘉納火炉（） 役
- 高橋悠也×東映シアタープロジェクト TXT vol.1『SLANG』（6月20日 - 30日、よみうり大手町ホール）- ムネオ/町野櫂（）役
- 舞台『刀剣乱舞』慈伝 日日の葉よ散るらむ（）（7月19日 - 8月4日 東京凱旋公演、品川プリンスホテル ステラボール） - 歌仙兼定 役(会場替わり出演)
- 舞台『五右衛門マジック』（10月10日 - 20日、CBGKシブゲキ!!）- 主演・佐治 役

2020年
- 科白劇 舞台『刀剣乱舞/ 灯』綺伝 いくさ世の徒花 改変 いくさ世の徒花の記憶 （7月16日 - 8月2日、品川プリンスホテル ステラボール / 8月4日 -  9日、日本青年館ホール） - 主演・歌仙兼定 役
- 舞台 『KING OF DANCE 』（7月16日 - 19日、COOL JAPAN PARK OSAKA WWホール / 7月23日 - 8月2日、ヒューリックホール東京/8月8日・9日、名古屋市公会堂） - 高山晴彦 役（写真のみの出演）
- PSYCHO-PASS サイコパス Virtue and Vice2（11月20日 - 29日、明治座 / 12月3日 - 6日、COOL JAPAN PARK OSAKA WWホール）- 主演・嘉納火炉 役

2021年
- 怪盗探偵 山猫 - the Stage- （1月21日 - 31日、ヒューリックホール東京）- 霧島 役
- 首切り王子と愚かな女（6月15日 - 7月4日、PARCO劇場 / 7月10日 - 11日、サンケイホールブリーゼ / 7月13日、JMSアステールプラザ 大ホール / 7月16日・17日、久留米シティプラザ ザ・グランドホール）- 兵士 ロキ 役
- UNDERSTUDY/アンダースタディ（8月18日 - 29日、東京芸術劇場シアターウエスト/ 9月11日、松下IMPホール）- ジェイク 役

2022年
- 舞台サザエさん （1月29日 - 2月13日、明治座）- 磯野カツオ 役
- 舞台『刀剣乱舞』綺伝 いくさ世の徒花（）（3月19日 - 4月3日、明治座 / 4月22日 - 24日、福岡サンパレスホール ホテル&ホール / 4月30日 - 5月15日 新歌舞伎座） - 主演・歌仙兼定 役
- MANKAI STAGE『A3!』ACT2!～SPRING 2022～（4月22日 - 27日、東京国際フォーラム ホールC / 5月4日 - 8日、神戸国際会館 こくさいホール / 5月13日 - 15日、レクザムホール（香川県県民ホール） 大ホール / 5月20日 - 30日、日本青年館ホール）- オーガスト 役（声の出演）
- 薔薇王の葬列（6月10日 - 19日、日本青年館）- ヘンリー 役
- 朗読劇『世界から猫が消えたなら 』（6月26日・27日、シアター1010）- 僕 役
- バック・トゥ・ザ・ホーム・ファイナル （8月24日 - 9月4日、シアターサンモール） - 和田琢磨 役
- ミュージカル『SERI（セリ）～ひとつのいのち』（10月6日 - 16日、博品館劇場 / 10月22日 - 23日、松下IMPホール）- 丈晴 役
- 舞台 あいつが上手で下手が僕で シーズン2（11月18日 - 24日、日本青年館ホール / 12月2日 - 4日、COOL JAPAN PARK OSAKA WWホール） - 岬一碧（） 役

2023年
- ハイブリッド・イマーシブシアター『同窓会～優しくて残酷な彼を偲んで～ 』（1月11日 - 1月15日、東京・マリーグラン赤坂） - 佐倉匠 役
- 舞台『鋼の錬金術師』（3月8日 - 12日、新歌舞伎座 / 3月17日 - 26日、日本青年館ホール）-  ロイ・マスタング 役 ※ダブルキャスト/東京公演のみ
- 東映ムビ×ステ『仁義なき幕末』【令和激闘編】（4月27日 - 5月7日、サンシャイン劇場 / 5月18日 - 21日、梅田芸術劇場 シアター・ドラマシティ） - 主演・大友一平 役
- CEDAR Produce vol.10『逃亡』（7月26日 - 7月30日、下北沢OFF・OFFシアター） - 中年 役
- 舞台『刀剣乱舞』七周年感謝祭 -夢語刀宴會（）-（8月4日 - 6日、幕張メッセ 幕張イベントホール） - 歌仙兼定 役
- COCOON PRODUCTION 2023『ガラスの動物園』『消えなさいローラ』（11月4日 - 21日、紀伊國屋ホール /  11月23日 やまぎん県民ホール /  11月25日 - 26日 松下IMPホール） - ジム 役[ガラスの動物園] 、ローラ 役[消えなさいローラ]
- 朗読×和楽器『天守物語』2023（11月30日、Mixalive TOKYO Theater Mixa） - 姫川図書之助・亀姫 役

2024年
- PSYCHO-PASS サイコパス Virtue and Vice 3（3月15日 - 24日、THEATER MILANO-Za / 3月28日 - 31日、森ノ宮ピロティホール） - 嘉納火炉 役（映像出演）
- MANKAI STAGE『A3!』ACT2! ～WINTER 2024～（4月9日 - 14日、TOKYO DOME CITY HALL/4月19日 - 21日、Niterra日本特殊陶業市民会館 フォレストホール/4月26日 - 30日、東京国際フォーラム ホールC/5月5日 - 12日、箕⾯市⽴⽂化芸能劇場 大ホール）- オーガスト 役
- リーディングシアター シャーロック・ホームズシリーズ『緋色の研究』『四つの署名』（5月3日、サンシャイン劇場）
- 舞台『鋼の錬金術師』-それぞれの戦場-（6月8日 - 16日、日本青年館ホール / 6月29日 - 30日、SkyシアターMBS） - ロイ・マスタング 役
- コブクロ JUKE BOX reading musical ”FAMILY”（7月14日、紀伊國屋サザンシアター TAKASHIMAYA）
- 舞台『Solliev0』（8月2日 - 12日、 品川プリンスホテル クラブeX） - 主演・天月冬真 役
- 舞台『甘美なる誘拐』（9月13日 - 16日、シアター1010） - 主演・悠人 役（藤井直樹とW主演）
- 舞台『あいつが上手で下手が僕で』-人生芸夢篇-（11月15日 - 22日、日本青年館ホール / 11月28日 - 12月1日、森ノ宮ピロティホール） - 岬一碧 役

2025年
- 舞台『花郎～ファラン～』（1月8日 - 13日、THEATER MILANO-Za / 1月17日 - 19日、梅田芸術劇場 シアター・ドラマシティ） - ジディ / チヌン王 / サムメクチョン 役
- 東京国際フォーラム×J-CULTURE FEST presents 井筒装束シリーズ 詩楽劇『めいぼくげんじ物語 夢浮橋』（2月8日 - 12日、東京国際フォーラム ホールD） - 匂宮 役
- 舞台『魔道祖師』邂逅編（3月22日 - 30日、シアターH / 4月4日 - 6日、京都劇場） - 江澄 役
- 更地（5月16日 - 18日、吉祥寺シアター）
- DisGOONie Presents Vol.15 舞台『恋ひ付喪神ひら』（6月13日、シアターH）
- オフィス3〇〇特別公演「少女仮面」（6月18日 - 20日19時開演回、下北沢ザ・スズナリ）　- 甘粕大尉 役
- コブクロ JUKE BOX reading musical ”FAMILY”（8月11日、紀伊國屋サザンシアター TAKASHIMAYA）
- 朗読劇『歌われなかった海賊へ』（8月17日〈予定〉、シアター1010） - レオンハルト・メルダース 役
- リア王（10月9日 - 11月3日〈予定〉、THEATER MILANO-Za / 11月8日 - 11月16日〈予定〉、SkyシアターMBS）
- 幻想水滸伝-門の紋章戦争篇-（12月6日 - 12月14日〈予定〉、シアターH / 12月18日 - 12月21日〈予定〉、京都劇場） - グレミオ 役
- J-CULTURE FEST presents 詩楽劇『八雲立つ』（12月29日 - 31日〈予定〉、東京国際フォーラム ホールB7）

### テレビドラマ
- 男水! 第5話（2017年2月18日、日本テレビ系）[106]
- オトナの土ドラ 限界団地 第2話（2018年6月10日、東海テレビ / フジテレビ系） - 狭間一男 役[107]
- 僕らは奇跡でできている（2018年10月 - 12月、関西テレビ・フジテレビ系） - 鳥飼雅也 役[108]
- 人生が楽しくなる幸せの法則（2019年1月 - 3月 、読売テレビ・日本テレビ系） - 佐久間涼太 役[109]
- KING OF DANCE（2020年4月 - 5月、読売テレビ・日本テレビ系） - 高山晴彦 役[110]
- CODE1515（2020年4月26日 - 、BSフジ） - 主演・星奈希望 役[111][112]
- ＃コールドゲーム（2021年6月6日 - 7月24日、東海テレビ / フジテレビ） - 小橋政幸 役[113]
- ペアキュン～コンビ結成秘話を勝手にドラマ化～（2021年9月16日）・ドラマパート「錦鯉の勝手にドラマ」- 長谷川雅紀 役[114][115]
- 腐男子バーテンダーの嗜み（2021年12月初回放送、 台湾・WAKUWAKU JAPAN / 2022年5月31日〈30日深夜〉 - 、フジテレビ） - 主演・ 響惣一郎 役[116]
- あいつが上手で下手が僕で シーズン2（2023年4月 - 6月 、日本テレビ） - 岬一碧 役[117]
  - あいつが上手で下手が僕で -巡巡決勝篇-（2024年7月19日 - 9月6日、日本テレビ）[118]
- Solliev0（）（2024年4月1日 - 5月6日、テレビ神奈川） - 主演・天月冬真（） 役（染谷俊之とW主演）[119][120]
- 0.5D（2024年12月4日 - 12月25日、BS日テレ） - 浜本誠 役[121]
- gift（2025年10月1日〈予定〉 - 、TOKYO MX 他） - 主演・秋葉浩太 役（染谷俊之とW主演）[122]

### テレビ番組
- 2.5次元ナビ！（日テレプラス） - ゲスト出演
  - 第5回（2017年8月18日）
  - 第37回（2020年4月27日） [123]
  - 第38回（2020年5月25日）
- 演劇人は、夜な夜な、下北の街で呑み明かす… - 第十八夜（2018年5月22日放送[前編] / 2018年5月29日放送[後編]、BSスカパー!） - ゲスト[124]
- 舞台『刀剣乱舞』悲伝 結いの目の不如帰（2018年7月、テレビ東京）[125]
- 2.5次元男子推しTV シーズン3 #1（2018年10月26日、WOWOWライブ）[126]
- 天才てれびくん（2023年、NHK Eテレ） - カフェのマスター 役[127]
- 真夜中の推し活～S/TEAM BLOOD～（2023年9月6日〈5日深夜〉、日テレ） - 週替わりナレーター[128]
- 植田鳥越 口は○○のもと#14・15（2023年10月、BS11）[129][130]
- 松也Ｐの○○○#82・83・88・89（2023年11月7日、21日、2024年2月6日、20日、BS松竹東急）

### 映画
- DREAM PHOTO（2011年）[131]
- 白黒ギツネと光の洞窟（2012年） - "黒ギツネ"ミクロ 役[132]
- 僕たちの高原ホテル（2013年） - フォレストハイドプレイスのホテルマン 役
- サマーソング（2016年） - たけし 役[133]
- Sea Opening（2017年） - 片桐幹生 役[134][135]
- 映画刀剣乱舞-継承-（2019年） - 歌仙兼定 役（特別出演）
- 劇場版ほんとうにあった怖い話2020 呪われた家（2021年1月22日） - 主演・高橋充 役（井桁弘恵とW主演）[136][137]
- 東映ムビ×ステ『仁義なき幕末』【龍馬死闘編】（2023年3月25日公開） - 大友一平 役[138]

### ラジオ
- ダイヤのA The RADIO（2017年1月5日 - 6月29日、文化放送） - 週替わりパーソナリティー[139]
- 刀剣乱舞2.5ラジオ（2021年5月 - 2022年3月、ニッポン放送）
  - ゲスト出演
    - 第六十六回・六十七回（2020年7月19日・26日）[140][141]
    - 第七十三回・七十四回（2020年9月6日・13日）[142][143]

  - パーソナリティ（2021年5月 - 2022年3月）[144]
- 七つの海への大航海（2020年9月19日・26日、TokyoFM） - ゲスト出演[145]
- オールナイトニッポン0～刀剣乱舞2.5ラジオスペシャル～ （2021年11月、ニッポン放送） - パーソナリティ[146]
- 和田雅成のオレナリにやってます（2025年1月7日 、TOKYO FM） - ゲスト

### CM
- ネスレ ネスカフェ（2015年）
- 三井のリハウス（2018年）
- ウェルスナビ（2018年）

### ネット配信
- ヨルヨミ（dTVチャンネル、ひかりTVチャンネル+）[147]
  - ＃10 「白痴」（2018年12月5日）[148]
  - ＃15「芋虫」
  - ＃18「蒲団」
  - ＃20 「ローマ字日記」
- 東啓介の「あさステ！」 第59回・60回（2019年11月14日・21日） - ゲスト
- 生配信舞台 バック・トゥ・ザ・ホーム・ハーフ（2020年10月18日、Streaming+） - 和田琢磨 役[149]
- わだともの輪（2020年9月 - 、ニコニコチャンネル）[150]
- オンライン朗読劇『SEVEN』（2020年10月17日、シアターコンプレックス）[151]
- THE INSTANT（2020年10月24日・25日、PIA LIVE STREAM）[152]
- 交流型配信バラエティ番組 2525推しごとSeason3 Day3・Day5（2020年12月16日・18日、ニコニコ生放送）[153]
- いま、好きな人いる？2022年恋占いSP（2022年1月2日、AbemaTV）[154]
- 世界テニス国別対抗戦 ATPカップ2022 カナダ×アメリカ （2022年1月2日、AbemaTV） - ゲスト[155]
- 茨城県インバウンド（台湾）プロモーション SHORT MOVIE（2022年）[156]
- 超!A&G+『あさステ!』（2022年6月4日、文化放送） - ゲスト[157]
- 即興劇マーダーミステリー ～欲張りな超能力者たち～（2022年8月、SPOOX） - 輪田光太郎 役[158][159]
- 君沢青春学園 ep.12（2022年9月9日 配信） - ゲスト[160]
- 主 役の椅子はオレの椅子 シーズン2 ＃8 - 11（2022年） - スタジオゲスト
- 月刊染谷マガジン#14 ・28（2022年11月27日 、2024年1月25日 配信） - ゲスト[161]

### イベント
- トビセカ!!～チョチョチョチョレンジ～ （2018年3月10日、品川クラブeX） - ゲスト出演[162]
- ACTORS☆LEAGUE - DIAMOND BEARS キャプテン
  - 2021（2021年7月20日、東京ドーム）[163][164]
  - in Baseball 2022（2022年8月22日、東京ドーム）[165][166]
  - in Baseball 2023（2023年7月3日、東京ドーム）[167]
  - in Baseball 2025（2025年6月30日、明治神宮野球場）[168]
- 荒牧慶彦デビュー10周年記念公演 殺陣まつり（2022年12月16日、明治座） - 昼公演 シークレットゲスト[169]
- 野球伝来150年記念イベント「日本プロ野球名球会vs 松竹ロビンス」（2023年1月29日、坊ちゃんスタジアム）[170]
- スエフェス２０２４（2024年6月18日、K-STAGE O!） - 昼公演 ゲスト[171]
- 『演掘』2（2025年2月23日、全電通ホール） - 第1部 ゲスト[172]
- 2.5次元男子。LIVE 2025～推しメンCLUBへようこそ～（2025年7月11日〈予定〉、LINE CUBE SHIBUYA） - MC[173]

## 書籍
- 和田琢磨1st.写真集『TAKUMA WADA』（2013年6月29日）[174]
- 和田琢磨2nd.写真集『2』（2016年6月25日）[175]
- 月刊和田琢磨（2018年3月17日、Mファクトリー、撮影：小林裕和）[176][177] ISBN 978-4-86205-913-0
- 和田琢磨3rd.写真集『LOVE, ALWAYS』（2019年5月12日、インディペンデ、撮影：小林裕和）[178] ISBN 978-4-86205-923-9
- Stage Actor Alternative#5 和田琢磨（2020年9月、完全受注生産、撮影：小林裕和）[179]

### 電子書籍
- 和田琢磨推しメンFile 【全１００Ｐ】ヤンマガデジタル写真集（2024年3月22日、講談社、撮影：槇野翔太））[180]